# 旧叙尔科
旧叙尔科（德語：Alt Sührkow）是德国梅克伦堡-前波美拉尼亚州的一个市镇。总面积25.32平方公里，总人口418人，其中男性223人，女性195人（2011年12月31日），人口密度17人/平方公里。